# نیدین ولاسکز
نـِیدین ئی. وِلاسکـِز (انگلیسی: Nadine E. Velazquez؛ زادهٔ ۲۰ نوامبر ۱۹۷۸) بازیگر و مانکن اهل ایالات متحده آمریکا است. وی از سال ۲۰۰۳ میلادی تاکنون مشغول فعالیت بوده‌است.

## گزیدهٔ آثار

### سینما
- پرواز (۲۰۱۲)
- جنگ (۲۰۰۷)

### تلویزیون
- زنان قاتل (۲۰۱۴)
- پرورش شکست‌خورده (۲۰۱۳)
- داستان زندگی هوپ (۲۰۱۳)
- هارت آو دیکسی (۲۰۱۲–۲۰۱۱)
- سی‌اس‌آی: میامی (۲۰۱۰)
- گری مجرد (۲۰۰۹)
- نام من ارل است (۲۰۰۹–۲۰۰۵)
- دارودسته (۲۰۰۴)
- جسور و زیبا (۲۰۰۳)